# Heteropoda

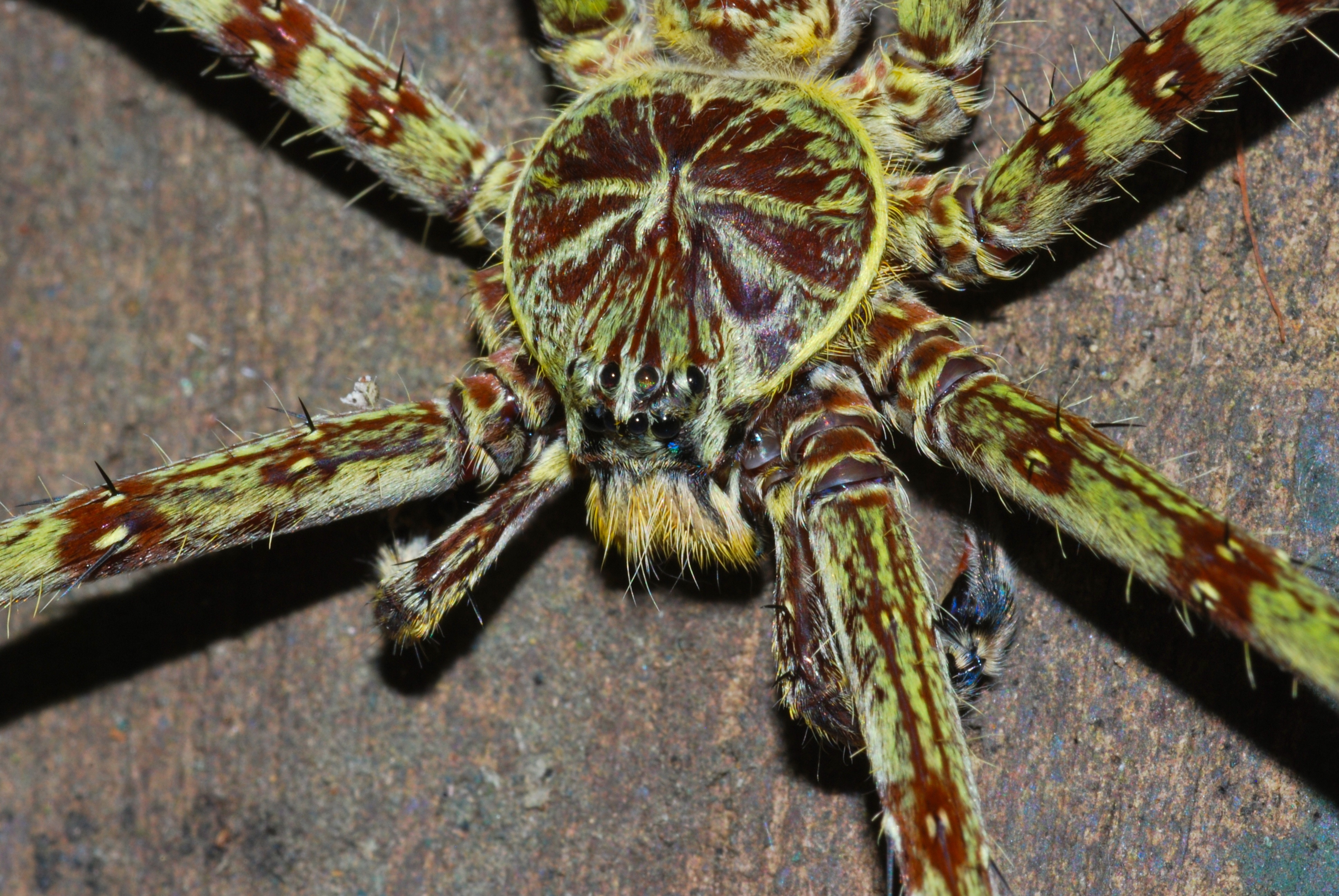
Heteropoda boiei

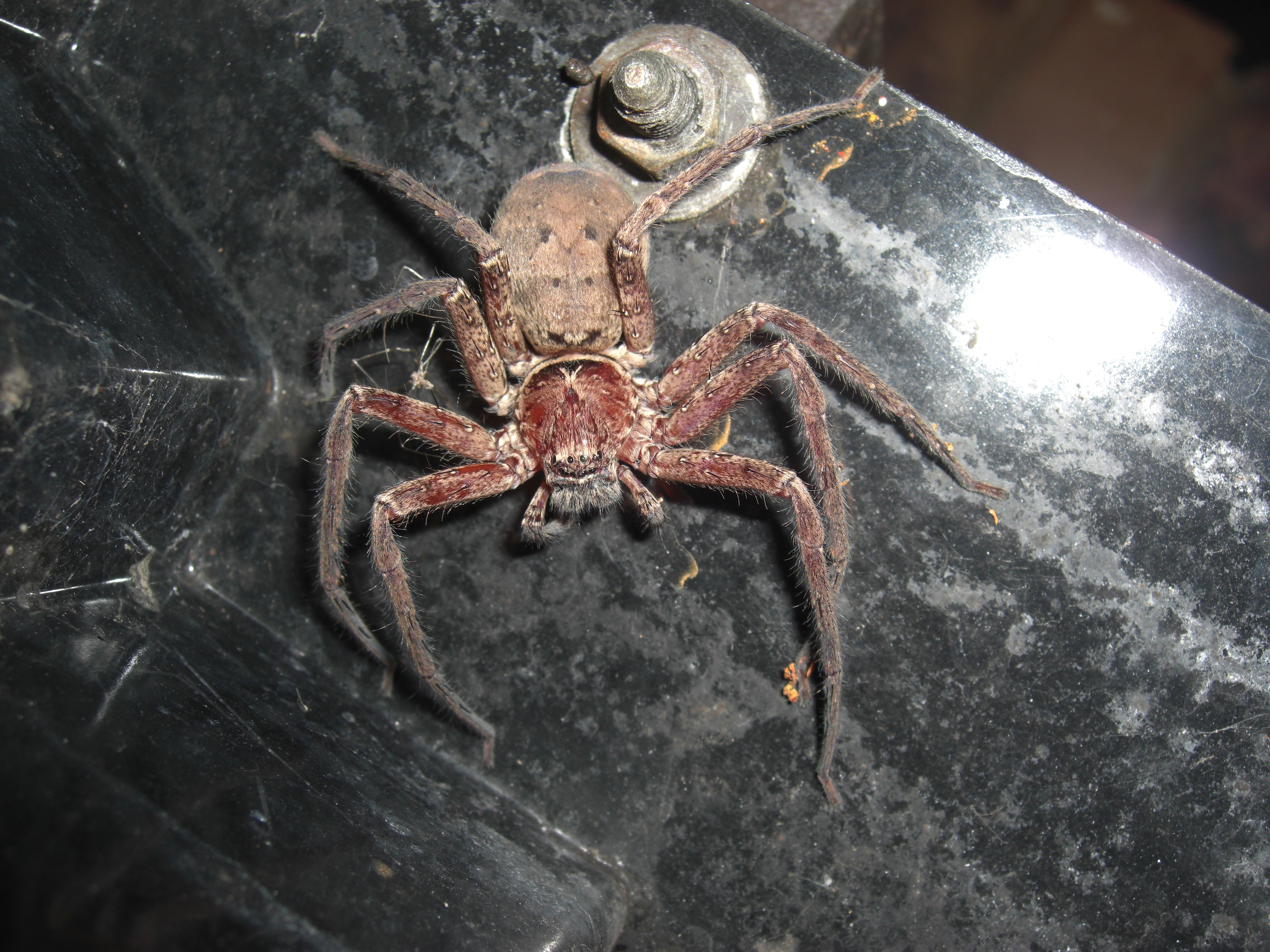
Heteropoda cervina

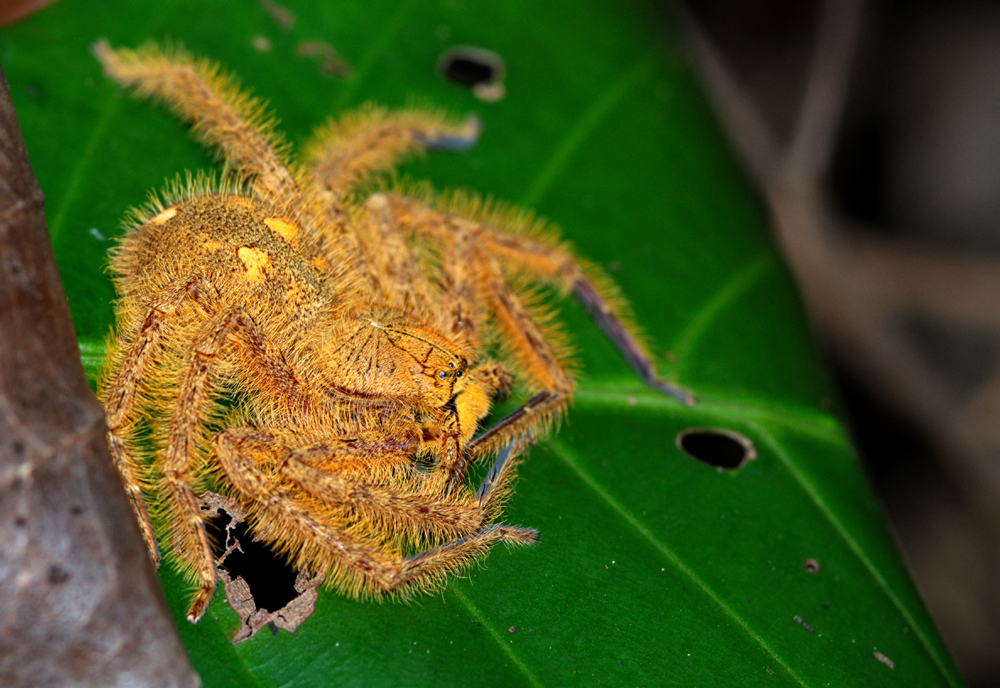
Heteropoda davidbowie

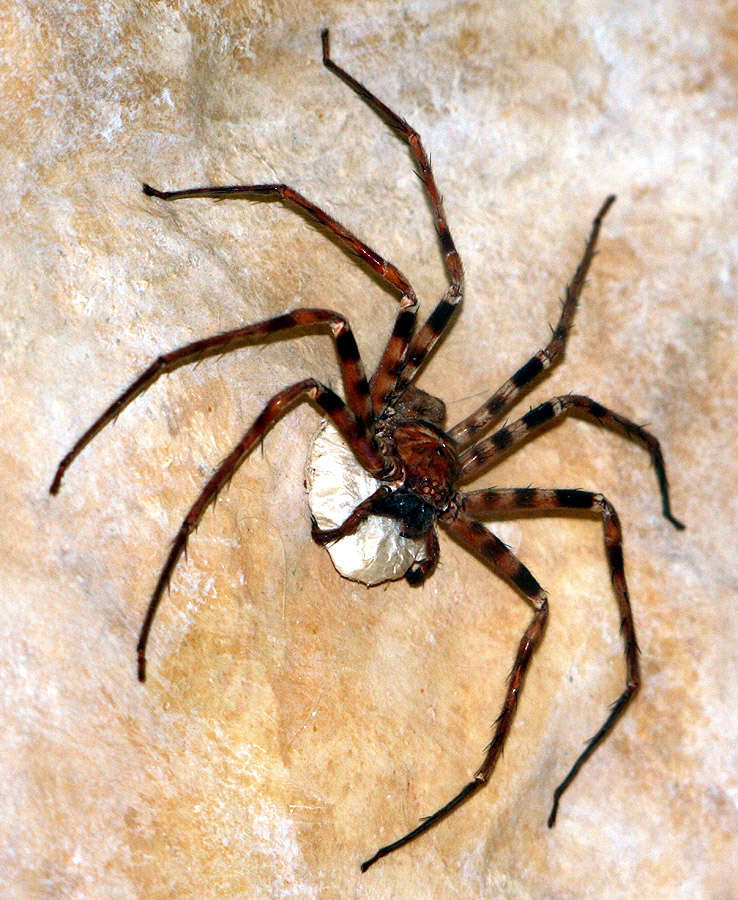
Heteropoda maxima

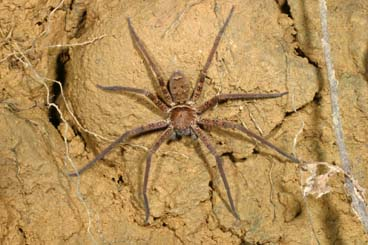
Heteropoda simplex

A Heteropoda a pókszabásúak (Arachnida) osztályának pókok (Araneae) rendjébe, ezen belül a vadászpókok (Sparassidae) családjába tartozó nem.

## Tudnivalók
A Heteropoda-fajok főleg Ázsia és Ausztrália trópusi részein élnek. A Heteropoda venatoria kozmopolita élőlény és a Heteropoda variegata a Földközi-tenger térségében is előfordul. Ezek a fajok mérettől függően rovarokkal, skorpiókkal, ebihalakkal, és kisebb halakkal és denevérekkel táplálkoznak.

## Rendszerezés
A nembe az alábbi 190 faj tartozik:
- Heteropoda acuta Davies, 1994 — Queensland
- Heteropoda aemulans Bayer & Jäger, 2009 — Laosz
- Heteropoda afghana Roewer, 1962 — Afganisztán, Pakisztán, India
- Heteropoda alta Davies, 1994 — Queensland
- Heteropoda altithorax Strand, 1907 — India
- Heteropoda altmannae Jäger, 2008 — Vietnám
- Heteropoda amphora Fox, 1936 — Kína, Hongkong
- Heteropoda analis Thorell, 1881 — Új-Guinea
- Heteropoda armillata (Thorell, 1887) — Mianmar, Szumátra
- Heteropoda atollicola Pocock, 1904 — Maldív-szigetek
- Heteropoda atriventris Chrysanthus, 1965 — Új-Guinea
- Heteropoda badiella Roewer, 1951 — Maluku-szigetek
- Heteropoda bellendenker Davies, 1994 — Queensland
- Heteropoda belua Jäger, 2005 — Borneó
- Heteropoda beroni Jäger, 2005 — Celebesz
- Heteropoda bhaikakai Patel & Patel, 1973 — India
- Heteropoda binnaburra Davies, 1994 — Queensland, Új-Dél-Wales
- Heteropoda boiei (Doleschall, 1859) — Malajzia, Szumátra, Jáva
- Heteropoda bonthainensis Merian, 1911 — Celebesz
- Heteropoda borneensis (Thorell, 1890) — Borneó
- Heteropoda boutani (Simon, 1906) — Vietnám
- Heteropoda bulburin Davies, 1994 — Queensland
- Heteropoda camelia Strand, 1914 — Kolumbia
- Heteropoda cavernicola Davies, 1994 — Nyugat-Ausztrália
- Heteropoda cece Jäger, 2014 — Borneó
- Heteropoda cervina (L. Koch, 1875) — Queensland
- Heteropoda chelata (Strand, 1911) — Új-Guinea
- Heteropoda chengbuensis Wang, 1990 — Kína
- Heteropoda christae Jäger, 2008 — Malajzia, Szingapúr, Szumátra
- Heteropoda conwayensis Davies, 1994 — Queensland
- Heteropoda cooki Davies, 1994 — Queensland
- Heteropoda cooloola Davies, 1994 — Queensland
- Heteropoda crassa Simon, 1880 — Jáva
- Heteropoda crediton Davies, 1994 — Queensland
- Heteropoda cyanichelis Strand, 1907 — Jáva
- Heteropoda cyanognatha Thorell, 1881 — Yule-szigetek
- Heteropoda cyperusiria Barrion & Litsinger, 1995 — Fülöp-szigetek
- Heteropoda dagmarae Jäger & Vedel, 2005 — Laosz, Thaiföld
- Heteropoda dasyurina (Hogg, 1914) — Új-Guinea
- Heteropoda davidbowie Jäger, 2008 — Malajzia, Szingapúr, Szumátra
- Heteropoda debilis (L. Koch, 1875) — Szamoa
- Heteropoda distincta Davies, 1994 — Queensland, Új-Dél-Wales
- Heteropoda duan Jäger, 2008 — Borneó
- Heteropoda duo Jäger, 2008 — Borneó
- Heteropoda elatana Strand, 1911 — Aru-szigetek, Kei-szigetek
- Heteropoda eluta Karsch, 1891 — Srí Lanka
- Heteropoda emarginativulva Strand, 1907 — India
- Heteropoda ernstulrichi Jäger, 2008 — Szumátra
- Heteropoda erythra Chrysanthus, 1965 — Új-Guinea
- Heteropoda eungella Davies, 1994 — Queensland
- Heteropoda fabrei Simon, 1885 — India
- Heteropoda fischeri Jäger, 2005 — India
- Heteropoda flavocephala Merian, 1911 — Celebesz
- Heteropoda furva Thorell, 1890 — Malajzia
- Heteropoda garciai Barrion & Litsinger, 1995 — Fülöp-szigetek
- Heteropoda gemella Simon, 1877 — Fülöp-szigetek
- Heteropoda goonaneman Davies, 1994 — Queensland
- Heteropoda gordonensis Davies, 1994 — Queensland
- Heteropoda gourae Monga, Sadana & Singh, 1988 — India
- Heteropoda graaflandi Strand, 1907 — Jáva
- Heteropoda grooteeylandt Davies, 1994 — Északi terület
- Heteropoda gyirongensis Hu & Li, 1987 — Kína
- Heteropoda hampsoni Pocock, 1901 — India
- Heteropoda helge Jäger, 2008 — Kína
- Heteropoda hermitis (Hogg, 1914) — Nyugat-Ausztrália
- Heteropoda hildebrandti Jäger, 2008 — Maluku-szigetek
- Heteropoda hillerae Davies, 1994 — Queensland
- Heteropoda hippie Jäger, 2008 — Szumátra
- Heteropoda hirsti Jäger, 2008 — Új-Guinea
- Heteropoda holoventris Davies, 1994 — Queensland
- Heteropoda homstu Jäger, 2008 — Szumátra, Jáva, Borneó
- Heteropoda hosei Pocock, 1897 — Borneó
- Heteropoda hupingensis Peng & Yin, 2001 — Kína
- Heteropoda ignichelis (Simon, 1880) — Vietnám
- Heteropoda imbecilla Thorell, 1892 — Malajzia, Szumátra
- Heteropoda jacobii Strand, 1911 — Új-Guinea
- Heteropoda jaegerorum Jäger, 2008 — Szingapúr, Szumátra
- Heteropoda jasminae Jäger, 2008 — Vietnám
- Heteropoda javana (Simon, 1880) — Malajzia, Jáva, Szumátra
- Heteropoda jiangxiensis Li, 1991 — Kína
- Heteropoda jugulans (L. Koch, 1876) — Queensland
- Heteropoda kabaenae Strand, 1911 — Bismarck-szigetek
- Heteropoda kalbarri Davies, 1994 — Nyugat-Ausztrália
- Heteropoda kandiana Pocock, 1899 — India, Srí Lanka
- Heteropoda kuekenthali Pocock, 1897 — Maluku-szigetek
- Heteropoda kuluensis Sethi & Tikader, 1988 — India
- Heteropoda kusi Jäger, 2014 — Borneó
- Heteropoda laai Jäger, 2008 — Szingapúr, Szumátra
- Heteropoda languida Simon, 1887 — Mianmar
- Heteropoda lashbrooki (Hogg, 1922) — Vietnám
- Heteropoda lentula Pocock, 1901 — India
- Heteropoda leprosa Simon, 1884 — India, Mianmar, Malajzia
- Heteropoda leptoscelis Thorell, 1892 — Szumátra
- Heteropoda lindbergi Roewer, 1962 — Afganisztán
- Heteropoda listeri Pocock, 1900 — Karácsony-sziget
- Heteropoda loderstaedti Jäger, 2008 — Malajzia, Szumátra
- Heteropoda longipes (L. Koch, 1875) — Új-Dél-Wales
- Heteropoda lunula (Doleschall, 1857) — Indiától Vietnámig, Malajzia, Jáva, Szumátra, Borneó
- Heteropoda luwuensis Merian, 1911 — Celebesz
- Heteropoda malitiosa Simon, 1906 — India
- Heteropoda marillana Davies, 1994 — Nyugat-Ausztrália
- Heteropoda martinae Jäger, 2008 — Szumátra
- Heteropoda martusa Jäger, 2000 — Szumátra
- Heteropoda maukin Jäger, 2014 — Borneó
- Heteropoda maxima Jäger, 2001 — Laosz
- Heteropoda mecistopus Pocock, 1898 — Salamon-szigetek
- Heteropoda mediocris Simon, 1880 — Jáva, Új-Guinea
- Heteropoda meriani Jäger, 2008 — Celebesz
- Heteropoda merkarensis Strand, 1907 — India
- Heteropoda meticulosa Simon, 1880 — Peru
- Heteropoda minahassae Merian, 1911 — Celebesz
- Heteropoda mindiptanensis Chrysanthus, 1965 — Új-Guinea
- Heteropoda modiglianii Thorell, 1890 — Jáva
- Heteropoda monroei Davies, 1994 — Queensland
- Heteropoda montana Thorell, 1890 — Szumátra
- Heteropoda monteithi Davies, 1994 — Queensland
- Heteropoda mossman Davies, 1994 — Queensland
- Heteropoda murina (Pocock, 1897) — Borneó
- Heteropoda muscicapa Strand, 1911 — Új-Guinea
- Heteropoda nagarigoon Davies, 1994 — Queensland, Új-Dél-Wales
- Heteropoda natans Jäger, 2005 — Borneó
- Heteropoda nebulosa Thorell, 1890 — Malajzia
- Heteropoda nigriventer Pocock, 1897 — Celebesz
- Heteropoda nilgirina Pocock, 1901 — India
- Heteropoda ninahagen Jäger, 2008 — Malajzia
- Heteropoda nirounensis (Simon, 1903) — India, Szumátra
- Heteropoda nobilis (L. Koch, 1875) — Vanuatu, Ausztrália, Polinézia
- Heteropoda novaguineensis Strand, 1911 — Új-Guinea
- Heteropoda nyalama Hu & Li, 1987 — Kína
- Heteropoda obe Jäger, 2014 — Celebesz
- Heteropoda obtusa Thorell, 1890 — Borneó
- Heteropoda ocyalina (Simon, 1887) — Jáva, Szumátra
- Heteropoda onoi Jäger, 2008 — Vietnám
- Heteropoda opo Jäger, 2014 — Mianmar
- Heteropoda pakawini Jäger, 2008 — Thaiföld
- Heteropoda parva Jäger, 2000 — Malajzia, Szumátra
- Heteropoda pedata Strand, 1907 — India
- Heteropoda pekkai Jäger, 2014 — Bhután
- Heteropoda phasma Simon, 1897 — India
- Heteropoda pingtungensis Zhu & Tso, 2006 — Kína, Tajvan
- Heteropoda planiceps (Pocock, 1897) — Maluku-szigetek
- Heteropoda plebeja Thorell, 1887 — Mianmar
- Heteropoda pressula Simon, 1886 — Vietnám
- Heteropoda procera (L. Koch, 1867) — Queensland, Új-Dél-Wales
- Heteropoda raveni Davies, 1994 — Queensland
- Heteropoda reinholdae Jäger, 2008 — Szumátra
- Heteropoda renibulbis Davies, 1994 — Nyugat-Ausztrália, Északi terület, Queensland
- Heteropoda richlingi Jäger, 2008 — Szumátra, Jáva
- Heteropoda robusta Fage, 1924 — India
- Heteropoda rosea Karsch, 1879 — Kolumbia
- Heteropoda rubra Chrysanthus, 1965 — Új-Guinea
- Heteropoda rufognatha Strand, 1907 — India
- Heteropoda rundle Davies, 1994 — Queensland
- Heteropoda ruricola Thorell, 1881 — Új-Guinea
- Heteropoda sarotoides Järvi, 1914 — Új-Guinea
- Heteropoda sartrix (L. Koch, 1865) — Ausztrália
- Heteropoda schlaginhaufeni Strand, 1911 — Új-Guinea
- Heteropoda schwalbachorum Jäger, 2008 — Kína
- Heteropoda schwendingeri Jäger, 2005 — Thaiföld
- Heteropoda sexpunctata Simon, 1885 — India, Malajzia
- Heteropoda signata Thorell, 1890 — Szumátra
- Heteropoda silvatica Davies, 1994 — Queensland
- Heteropoda simplex Jäger & Ono, 2000 — Laosz, Rjúkjú-szigetek
- Heteropoda speciosus (Pocock, 1898) — Salamon-szigetek
- Heteropoda spenceri Davies, 1994 — Északi terület
- Heteropoda spinipes (Pocock, 1897) — Maluku-szigetek
- Heteropoda spurgeon Davies, 1994 — Queensland
- Heteropoda squamacea Wang, 1990 — Kína
- Heteropoda steineri Bayer & Jäger, 2009 — Laosz
- Heteropoda strandi Jäger, 2002 — Szumátra
- Heteropoda strasseni Strand, 1915 — Jáva
- Heteropoda striata Merian, 1911 — Celebesz
- Heteropoda striatipes (Leardi, 1902) — India
- Heteropoda submaculata Thorell, 1881 — Új-Guinea
- Heteropoda subplebeia Strand, 1907 — India
- Heteropoda subtilis Karsch, 1891 — Srí Lanka
- Heteropoda sumatrana Thorell, 1890 — Szumátra
- Heteropoda teranganica Strand, 1911 — Aru-szigetek
- Heteropoda tetrica Thorell, 1897 — Kínától Szumátráig
- Heteropoda udolindenberg Jäger, 2008 — Szumátra
- Heteropoda uexkuelli Jäger, 2008 — Bali
- Heteropoda umbrata Karsch, 1891 — Srí Lanka
- Heteropoda variegata (Simon, 1874) — Görögországtól Izraelig
- Heteropoda veiliana Strand, 1907 — India
- Heteropoda venatoria (Linnaeus, 1767) — kozmopolita; típusfaj
- Heteropoda vespersa Davies, 1994 — Queensland
- Heteropoda zuviele Jäger, 2008 — Vietnám
- Heteropoda warrumbungle Davies, 1994 — Új-Dél-Wales
- Heteropoda warthiana Strand, 1907 — India
- Heteropoda willunga Davies, 1994 — Queensland

## Fordítás
- Ez a szócikk részben vagy egészben  a   Heteropoda című angol Wikipédia-szócikk ezen változatának fordításán alapul.  Az eredeti cikk szerkesztőit annak laptörténete sorolja fel. Ez a jelzés csupán a megfogalmazás eredetét és a szerzői jogokat jelzi, nem szolgál a cikkben szereplő információk forrásmegjelöléseként.